# Serranochromis altus
Espèce
Statut de conservation UICN

 LC  : Préoccupation mineure
Serranochromis altus est une espèce de poissons Cichlidae du bassin du Zambèze et de Okavango.

## Référence
- Winemiller & Kelso-Winemiller,  1991 Serranochromis altus, a new species of piscivorous cichlid (Teleostei: Perciformes) from the Upper Zambezi River. Copeia 1991-3 pp 675-686. Texte original